# Lakówka prążkowana

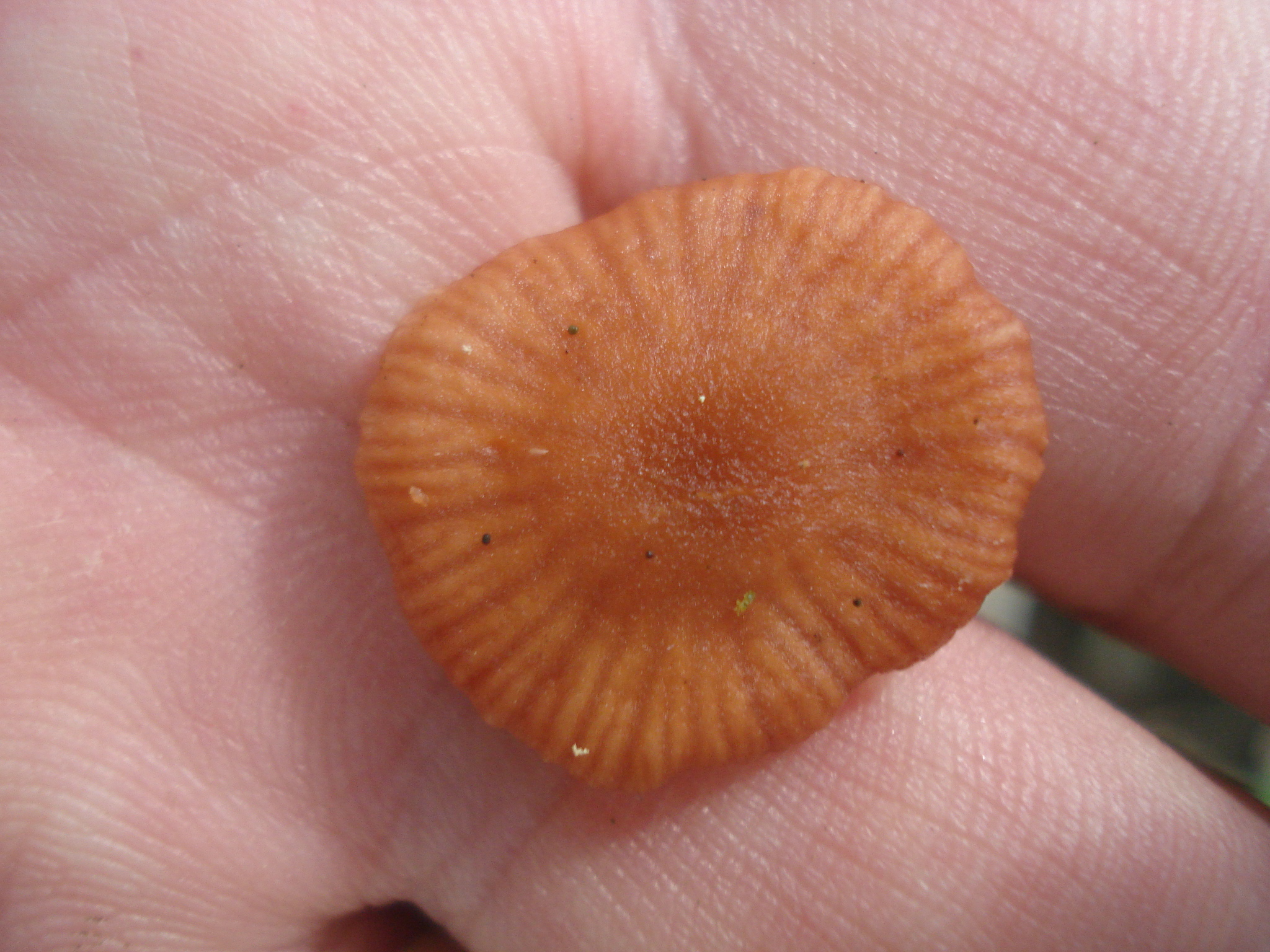

Lakówka prążkowana (Laccaria pumila Fayod) – gatunek grzybów z rodziny piestróweczkowatych (Hydnangiaceae).

## Systematyka i nazewnictwo
Pozycja w klasyfikacji według Index Fungorum: Laccaria, Hydnangiaceae, Agaricales, Agaricomycetidae, Agaricomycetes, Agaricomycotina, Basidiomycota, Fungi.
Synonimy:
- Clitocybe pumila (Fayod) Sacc. & D. Sacc. 1905)
- Laccaria altaica Singer 1967
- Laccaria laccata var. pumila (Fayod) J. Favre 1955
- Laccaria pumila f. filuloides Bon 1990
- Laccaria pumila Fayod 1893 f. pumila

Nazwę polską zaproponował Władysław Wojewoda w 2003 r.

## Morfologia
Kapelusz
Średnica 3–30 mm, za młodu wypukły, później płaskowypukły, w końcu nieco lejkowaty. Brzeg silnie prążkowany do połowy promienia kapelusza. Powierzchnia gładka lub drobno łuskowata, pomarańczowobrązowa.
Blaszki
Zbiegające, rzadkie, różowawe.
Trzon
Wysokość 4–60 mm, grubość około 5 mm, cylindryczny. Powierzchnia tej samej barwy co kapelusz, podłużnie prążkowana, podstawa z białą grzybnią.
Miąższ
W kapeluszu cienki, pomarańczowobrązowy, bez wyraźnego zapachu i smaku.
Cechy mikroskopowe
Wysyp zarodników biały. Zarodniki elipsoidalne do prawie kulistych, o rozmiarach 11–17 × 10–15 µm, pokryte kolcami o wysokości 0,5–1,5 µm, nieamyloidalne. Podstawki 2–zarodnikowe. Brak cheilocystyd. Strzępki skórki kapelusza o szerokości 5–10 μm zakończone maczugowatymi elementami.

## Występowanie i siedlisko
Lakówka prążkowana występuje w Ameryce Północnej i Europie (w tym na Islandii). W piśmiennictwie naukowym do 2003 r. na terenie Polski podano jedno tylko stanowisko i to dawno (Kwidzyn, 1933, Neuhoff). Według W. Wojewody podana w 1997 r. przez Falińskiego lakówka ceglasta (Laccaria fraterna) w Białowieskim Parku Narodowym mogła być lakówką prążkowaną. W Polsce częstość występowania i stopień zagrożenia lakówki prążkowanej nie są znane.
Tworzy mikoryzę z wierzbami, brzozami i drzewami iglastymi. Pojawia się pojedynczo lub w niewielkich grupkach w ekosystemach arktycznych, borealnych i górskich, często wśród mchów.

## Gatunki podobne
Charakterystyczną cechą lakówki prążkowanej są niewielkie rozmiary i 2-zarodnikowe podstawki.  Wśród wszystkich lakówek jeszcze tylko lakówka ceglasta (Laccaria fraterna) ma takie podstawki (wszystkie pozostałe gatunki mają podstawki 4-zarodnikowe), a przy tym również jest niewielka. Jednak związana jest z drzewami egzotycznymi (głównie eukaliptusem) i w Polsce prawdopodobnie nie występuje. Podobnie drobną lakówkę nadmorską (Laccaria maritima) można odróżnić m.in. po 4-zarodnikowych podstawkach.